# Heinrich Brennwald
Heinrich Brennwald (* 1478 in Männedorf; † 26. April 1551 in Zürich) war Kleriker der Diözese Konstanz und Verfasser einer verbreiteten Schweizer Chronik.

## Leben
Heinrich Brennwald stammte aus einem Stadtzürcher Patriziergeschlecht. 1492 wurde er vom Rat der Stadt Zürich auf einem Kanonikat des Chorherrenstifts Embrach präsentiert. Von 1494 bis 1495 studierte er in Basel, ohne einen akademischen Grad zu erlangen. Ab 1496 war er Rektor der Pfarrkirche Lufingen, ab 1498 Chorherr in Embrach.
Zwischen 1508 und 1516 verfasste Heinrich Brennwald eine Schweizerchronik in vier Teilen: Ursprung der Eidgenossenschaft, Verzeichnis der schweizerischen Adelsgeschlechter, Geschichte der Orte bis zum Eintritt in den Bund, Geschichte der Eidgenossenschaft bis 1509. Die Chronik gilt als erster Versuch einer objektiven Darstellung der Schweizer Geschichte.
1518 wurde Heinrich Brennwald vom Rat der Stadt Zürich als Propst des Chorherrenstifts Embrach eingesetzt, diese Position hielt er bis zu dessen Säkularisation am 19. September 1524. 1520–1521 ist Heinrich Brennwald als päpstlicher Notar belegt. Er war ein Anhänger der Reformation und nahm an den Zürcher Disputationen teil. Heinrich Brennwald heiratete 1524 seine Haushälterin Margareta Lautenschlager aus Embrach, mit der er bereits Kinder hatte. 1529 heiratete eine Tochter den Theologen und Johanniter Johannes Stumpf.
Nach der Reformation war er 1525–1528 Almosenobmann in Zürich, 1528–1536 Amtmann des Klosters Töss in Töss, das heute ein Stadtkreis von Winterthur ist. Heinrich Brennwald war ein geschickter Verwalter von säkularisierten Institutionen.
Heinrich Brennwald starb 1551 und ist in der Predigerkirche in Zürich bestattet.